# Эрнст Казимир (граф Нассау-Вейльбурга)
Эрнст Казимир Нассау-Вейльбургский (нем. Ernst Casimir von Nassau-Weilburg; 15 ноября 1607[…], Саарбрюккен, графство Саарбрюккен — 16 [26] апреля 1655, Вайльбург, Гессен) — граф Нассау-Вейльбурга, основатель младшей линии Нассау-Вейльбурга.

## Биография
Эрнст Казимир — младший сын графа Людвига II Нассау-Вейльбургского и Анны Марии Гессен-Кассельской. Отец Людвиг сумел объединить под своей властью все вальрамские владения Нассау. После его смерти в 1627 году четыре брата-наследника провели раздел. Старший Вильгельм Людвиг получил Нассау-Саарбрюккен, Иоганн — Нассау-Идштейн, Эрнст Казимир — Нассау-Вейльбург, а Отто — Кирхгейм. Несовершеннолетние Эрнст Казимир и Отто поначалу находились под опекой старшего брата Вильгельма Людвига.
В долю наследства Эрнста Казимира входили Вайльбург, Меренберг, Глейберг, Гюттенберг, Райхельсхайм, а после смерти брата Отто в 1632 году к ним добавились Кирхгейм, Штауф, Боланден и часть Гомбурга. Эрнст Казимир нечасто проживал в своих владениях. В 1634 году перед Тридцатилетней войной он бежал в Мец и вернулся после заключения Вестфальского мира.
В 1634 году граф Эрнст Казимир женился на Анне Марии Сайн-Витгенштейн-Гахенбургской (1610—1656), дочери графа Вильгельма II Сайн-Витгенштейн-Гахенбургского (1569—1623). У супругов родились:
- Вильгельм Людвиг (1634—1636)
- Мария Элеонора (1636—1678), замужем за графом Казимиром фон Эберштейном
- Казимир (1638—1639)
- Фридрих (1640—1675), женат на Кристиане Елизавете Сайн-Витгенштейн-Гомбургской (1646—1678), дочери графа Эрнста Сайн-Витгенштейн-Гомбургского (1599—1649)
- Анна (1641—?)